# Stazione di Hyōgo
La stazione di Hyōgo (兵庫駅?, Hyōgo-eki) è una stazione ferroviaria di Kōbe, nella prefettura di Hyōgo. Si trova sulla linea JR Kōbe, sezione della linea principale Sanyō. La stazione è anche capolinea della breve linea Wadamisaki, una diramazione della linea Sanyō.
La linea Wadamisaki di JR West è lunga 2,7 km e ha solo le due stazioni di Hyōgo e di Wadamisaki. È dedicata principalmente ai pendolari che lavorano nelle aziende vicine ed entra in funzione con alcuni treni solo alla mattina presto e nel tardo pomeriggio. Alla domenica c'è solo un treno alla mattina e uno alla sera.

## Binari
| 1 | ■Linea JR Kōbe    | Servizio Rapido/Rapido Speciale per Nishi-Akashi e Himeji la mattina e la sera dei giorni feriali   |
| 2 | ■Linea JR Kōbe    | Treni locali per Nishi-Akashi e Himeji                                                              |
| 3 | ■Linea JR Kōbe    | Servizio Locale/Rapido per Sannomiya, Amagasaki, Osaka e Kyoto Treni locali per Kitashinchi e oltre |
| 4 | ■Linea JR Kōbe    | Servizio Rapido/Rapido Speciale per Sannomiya, Amagasaki, Osaka e Kyoto la mattina                  |
| 5 | ■Linea Wadamisaki | Treni per Wadamisaki                                                                                |